# Цаган-Шибету
Цага̀н-Шибету̀ (на руски: Цаган-Шибэту; на монголски: Цагаан Шивээтийн нуруу, «хребет — бяла ограда») е планински хребет в Южен Сибир, разположен в югозападна част на Република Тува, Русия и северозападната част на Монголия, аймак Увс.
Простира се на протежение около 130 km, като леко изпъкнала на юг дъга между долините на реките Карги (влива се в езерото Уурег-Нуур) на югозапад, Тоолайлиг (ляв приток на Барлик) на север и Сагли (влива се в езерото Убсу-Нур) на североизток и юзток и езерото Уурег-Нуур на юг. На запад чрез прохода Шапшал (3097 m) се свързва с Шапшалския хребет, а на североизток чрез прохода Арзайти (2222 m) – с хребета Западен Тану-Ола. Максимална височина връх Цаган-Шувут-Ула 3495 m (50°17′54″ с. ш. 91°09′12″ и. д. / 50.298333° с. ш. 91.153333° и. д.), разположен на монголска територия, на 10 km североизточно от езерото Уурег-Нуур. Изграден е основно от палеозойски шисти и ефузивни скали. От него водят началото си реките Карги, Барлик (десен приток на Хемчик, ляв приток на Енисей) и левият ѝ приток Тоолайлиг и Дужерлиг (десен приток на Сагли). Склоновете му са заети от степна растителност (по северните му склонове в долините се срещат малки лиственични гори), а над 2300 – 2400 m преобладава планинската тундра.

## Топографска карта
- Лист от карта M-46-XIII Мугур-Аксы. Мащаб: 1 : 200 000. Указать дату выпуска/состояния местности.